# 韋爾博韋 (阿赫特爾卡區)
50°17′2″N 35°0′0″E / 50.28389°N 35.00000°E
韋爾博韋（烏克蘭語：Вербове）是位於烏克蘭東北部的村莊，由蘇梅州奥赫蒂尔卡区的切爾內奇奇納市鎮負責管轄。該村處於奧赫季爾卡河畔，距離阿赫特爾卡5公里，海拔高度122米，2001年人口149。